# Elymus sajanensis
Elymus sajanensis är en gräsart som först beskrevs av Sergej Arsenjevitj Nevskij, och fick sitt nu gällande namn av Nikolai Nikolaievich Tzvelev. Elymus sajanensis ingår i släktet elmar, och familjen gräs. Inga underarter finns listade i Catalogue of Life.